# 塔甘特高原
塔甘特高原是毛里塔尼亚东部的一个高原，撒哈拉沙漠的一部分。塔甘特省即是以此命名。

## 地理
塔甘特高原地区的城镇多在悬崖、山坡的坡底处，如提希特、穆杰里亚、拉希德；提吉克贾则位于高原内。高原向南延伸形成阿萨巴山，有奥陶纪晚期的冰川痕迹。旱洼地奥卡尔位于塔甘特高原以南。

## 历史
自17世纪中叶开始，陆续有来自阿德拉尔高原的移民迁入塔甘特高原，并代替本地原来的居民。
在Tartega Gueltas 绿洲，直到1976年还在此处的湿地发现沙漠鳄，或许在1996年左右该种群消失。